# Từ đồng nghĩa
Trong tiếng Việt, từ đồng nghĩa là những từ có nghĩa giống nhau hoặc gần giống nhau.
Những từ chỉ có nghĩa kết cấu nhưng không có nghĩa sở chỉ và sở biểu như bù và nhìn trong bù nhìn thì không có hiện tượng đồng nghĩa.
Những từ có nghĩa kết cấu và nghĩa sở biểu và thuộc loại trợ nghĩa như lẽo trong lạnh lẽo hay đai trong đất đai thì cũng không có hiện tượng đồng nghĩa.
Những từ có nghĩa kết cấu và nghĩa sở chỉ (thường là các hư từ) như sẽ, tuy, với... thường đóng vai trò công cụ diễn đạt quan hệ cú pháp trong câu nên chủ yếu được nghiên cứu trong ngữ pháp, từ vựng học không chú ý đến các loại từ này.
Những từ độc lập về nghĩa và hoạt động tự do hoặc những từ độc lập về nghĩa nhưng hoạt động tự do thì xảy ra hiện tượng đồng nghĩa. Nhóm những từ độc lập về nghĩa nhưng hoạt động tự do thường là các từ Hán-Việt. Như vậy có thể nói hiện tượng đồng nghĩa xảy ra ở những từ thuần Việt và Hán-Việt.